# Flaga Abchazji
Flaga Abchazji – jeden z symboli Abchazji. Oparto ją na fladze Kaukazu Północnego, używanej w latach 1918–1919. Prawa ręka była symbolem państwa abchaskiego od VIII do X wieku. Gwiazdy i pasy symbolizują siedem historycznych regionów kraju. Siódemka jest też liczbą świętą, występującą często w abchaskiej mitologii, religii i sztuce ludowej. Barwy zielona i biała są symbolem tolerancji ludów Kaukazu oraz pokojowego współżycia islamu (zieleń) i chrześcijaństwa (biel).
Flaga została zatwierdzona 23 lipca 1992.

## Flagi Abchaskiej ASRR
W okresie wcześniejszym, gdy Abchazja jako Abchaska Autonomiczna Socjalistyczna Republika Radziecka stanowiła część Gruzińskiej SRR, jej flagą była nieznacznie zmieniona flaga Gruzińskiej SRR. Dominującym kolorem tej flagi była czerwień – barwa flagi ZSRR. Kolor ten od czasów Komuny Paryskiej był symbolem ruchu komunistycznego i robotniczego, jako nawiązanie do przelanej przez robotników krwi.
Flaga w lewym górnym rogu zawierała wizerunki czerwonego sierpa i młota oraz umieszczonej nad nimi czerwonej pięcioramiennej gwiazdy. Sierp i młot znajdowały się na tle stylizowanego niebieskiego słońca (od którego odchodziły 24 promienie), wpisanego w kwadrat i symbolizowały sojusz robotniczo-chłopski. Czerwona gwiazda oznaczała przyszłe, spodziewane zwycięstwo komunizmu we wszystkich pięciu częściach świata. Ponadto przez takie umieszczenie symboli flaga nawiązywała graficznie do flagi ZSRR, jednak sztandar socjalistycznej Gruzji jako jedyna spośród flag republik związkowych wyróżniał się tym, iż sierp i młot nie były złote na czerwonym tle, jak na fladze ZSRR, lecz czerwone na niebieskim.
Modyfikacja ówczesnej abchaskiej flagi stosunku do symbolu gruzińskiego polegała na tym, iż sztandar ten uzupełniano o częściowo skrócony złoty napis w języku abchaskim cyrylicą z nazwą autonomii umieszczony pod wizerunkiem słońca: Аҧсны ACCP (skrót od Аҧснытәи Автономтә Советтә Социалисттә Республика).
Flaga ta zastąpiła symbol przyjęty wkrótce po włączeniu Abchaskiej SRR w skład socjalistycznej Gruzji. Na fladze z tego okresu, w lewej górnej części znajdowały się złote napisy w 6 liniach z częściowo skróconą nazwą socjalistycznej Gruzji w języku gruzińskim (საქართველოს სსრ – skrót od საქართველოს საბჭოთა სოციალისტური რესპუბლიკა), niżej rosyjskim (Грузинская CCR – skrót od Грузинская Советская Социалистическая Республика), a pod nim – abchaskim (КЫРТТАЫДАТИ CCP), oraz znajdującym się jeszcze niżej napisami z częściowo skróconą nazwą autonomii w wyżej podanych językach w tej samej kolejności – odpowiednio: აფხაზეთის ასსრ (od აფხაზეთის ავტონომიური საბჭოთა სოციალისტური რესპუბლიკა), Абхазская ACCP (od Абхазская Автономная Советская Социалистическая Республика) i Аҧсны ACCP.
W 1989 r., w związku z próbami uniezależnienia się od Gruzińskiej SRR, a także obliczu faktu, iż w samej Gruzji, która dążyła do niepodległości, zaczęto odchodzić od stosowania flagi z okresu ZSRR, także i Abchaska ASRR zmieniła swój symbol. Odtąd na czerwonym tle, w lewym górnym rogu, zamiast symbolu komunizmu umieszczony stylizowany złoty wizerunek słońca, a dokoła niego znajdował się złoty napis CCP Аҧсны (skrót od Аҧснытәи Советтә Социалисттә Республика). Nazwa ta nie była rzeczywistym skrótem nazwy kraju, który formalnie pozostawał republiką autonomiczną w ramach Gruzińskiej SRR, jednak usunięcie litera A (skrótu słowa związanego z autonomią) wyrażało aspirację Abchazów do stania się pełnoprawną republiką związkową w ramach ZSRR i uwolnienia od władzy Gruzji.

## Flaga Abchaskiej SRR
Do 1931 r. autonomia abchaska istniała jako Abchaska Socjalistyczna Republika Radziecka. Pierwotnie (od 1921 r.) w okresie tym jej flagą był czerwony sztandar z umieszczonymi w lewym górnym rogu złotym sierpem i młotem oraz nazwą kraju zapisaną cyrylicą w języku abchaskim. Dość szybko (nie później niż w 1925 r.) flaga ta uległa modyfikacji – usunięto napis z nazwą kraju, a nad sierpem i młotem umieszczono takiej samej wielkości czerwoną gwiazdą w złotym otoku, a obok złoty napis ze skróconą nazwą kraju w języku rosyjskim – CCPA (od Советская Социалистическая Республика Абхазия); całość umieszczona była, jak poprzednio, w lewym górnym rogu. Także i ta flaga została szybko zmodyfikowana – zmieniono wzajemne proporcje obu symboli i położenie napisu. Odtąd przez kilka kolejnych lat umieszczona u góry gwiazda była znacznie mniejsza niż skrzyżowane sierp i młot, zaś napis CCPA znajdował się poniżej symboli komunizmu. Taki wygląd powodował, iż flaga Abchaskiej SRR do złudzenia przypominała flagę ZSRR, a jedynym elementem wyróżniającym flagę abchaską był wyżej opisany napis ze skrótem nazwy państwa.

## Galeria

Flaga Abchaskiej SRR z 1921
Flaga z 1925
Ostatnia flaga Abchaskiej SRR
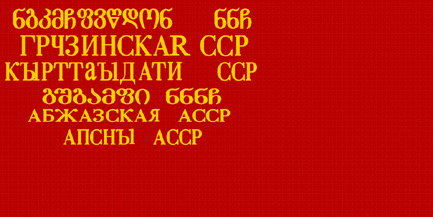
Flaga Abchaskiej ASRR po jej włączeniu do Gruzji
Flaga Abchaskiej ASRR 1978–1989
Flaga Abchaskiej ASRR 1989–1992